# Palantir Technologies
Palantir Technologies (NYSE: PLTR) er en amerikansk virksomhed, der er specialiseret i big data-analyse. Virksomheden har hovedkvarter i Denver, Colorado og blev etableret af Peter Thiel, Nathan Gettings, Joe Lonsdale, Stephen Cohen og Alex Karp i 2003. Navnet på virksomheden stammer fra de magiske palantíri fra The Lord of the Rings.